# Марморито Санта Марија (Асти)
Марморито Санта Марија је насеље у Италији у округу Асти, региону Пијемонт.
Према процени из 2011. у насељу је живело 82 становника. Насеље се налази на надморској висини од 357 м.